# Isten Háta Mögött
Az Isten Háta Mögött egy magyar alternatív rock/stoner metal/progresszív rock együttes volt. 1999-ben alakult Budapesten. Tagjai 2010-ben Sándor Dániel gitáros-billentyűs, Egyedi Péter basszusgitáros, Hortobágyi László dobos és Pálinkás Tamás gitáros-énekes. 2006-ig a zenekar tagja volt Győrfi István basszusgitáros, akinek helyére Egyedi Péter érkezett. Egyedi Péter az Annabarbi együttes énekes-gitárosa volt, jelenleg az Óriás zenekarban tölti be ugyanezt a szerepkört. A zenekart 2010 nyarán elhagyta Bokros Csaba alapító tag és egykori gitáros, akinek helyére az Esclin Syndo zenekarban is tag Sándor Dániel érkezett. 2011 szeptemberében a zenekar énekese bejelentette, hogy meghatározatlan ideig felfüggeszti működését. 2013-ban kiadtak még egy EP-t, majd 2015 januárjában bejelentették feloszlásukat.

## Története
Az Isten Háta Mögött 1999 augusztusában alakult, az alapító tagok Bokros Csaba, Győrfi István, Hortobágyi László és Pálinkás Tamás voltak. Ugyanebben az évben kiadták cím nélküli első demójukat, ezt 2000-ben (Le a fejjel) és 2002-ben (Letekert szemhéj alatt a világ) további két demó követte. Az együttes 2004 elején adta ki bemutatkozó albumát Rosenkreutz kémiai menyegzője címmel. 2005 nyarán újra stúdióba vonultak, hogy felvegyék második lemezük anyagát. Ez 2005 végén jelent meg, és címe A szokásos hátborzongató kora reggeli ordítás lett. 2006-ban a csapat a feloszlás közelébe került, mikor Győrfi István Írországba távozott hosszabb időre. Az ebből adódó problémák megoldódtak, és még abban az évben Győrfi István posztjára érkezett Egyedi Péter. 2008 augusztusában vették fel harmadik nagylemezüket, ami az év őszén jelent meg A kényelmetlen lemez címmel. Bokros Csaba 2010-es nyáron történt kilépése után megüresedett posztjára Sándor Dániel érkezett. Legutolsó albumukat 2010-ben adták ki Ű címmel.
A zenekar 2008-ig tagja volt a Budapest Rock'n'roll zenei szervezetnek.
A zenekar egy feldolgozáslemez kiadását tervezi, amelyen hatásaik, általuk kedvelt zenekarok dalai lennének hallhatóak saját hangzásukhoz igazítva. 2009-ben a zenekar fellépett a Magyar Rádió 8-as stúdiójában, mint az MR2-Petőfi Rádió "Akusztik" című műsorának szereplője. A felvétel az év novemberében került adásba.
A 2011-es Sziget Fesztiválon az a megtiszteltetés érte a zenekart, hogy három számukat a Magyar Rádió szimfonikus zenekarával adhatták elő a Világzenei Nagyszínpadon.
2011 szeptemberében négy lemez után a zenekar egy látványos koncert keretében az A38on vett ideiglenesen búcsút a színpadtól és a közönségtől.
2012 áprilisában a zenekarhoz köthető együttesek adtak egy közös nagykoncertet IHM Tag-és Közgyűlés címen a Dürer kertben, valamint IHM-dalokkal fellépett az a Bőrzsír is, amiben az IHM eddigi összes tagja szerepelt.
Másfél évvel az Áttelelő Nagykoncert után, 2013 januárjában tértek vissza a Dürer kertben szervezett 'the Ébredés' elnevezésű telt házas fellépésükkel.
2013 decemberében sor kerül az együttes Hazugságok harminc körül négy számos kislemezének bemutatójára a Dürer kertben. Az EP kizárólag ingyenesen letölthető, digitális formában jelent meg.
2014 februárjában a zenekar Facebook oldalán hivatalos közleményt tett közzé, mely szerint Sándor Dániel közös megegyezés alapján távozik az együttesből. A ritmusgitári posztot Egyedi Péter vette át, a basszusgitárosi pozíciót pedig Studt Bálint tölti be.

## Zenéje
A zenekart szokás a magyar könnyűzenei élet "saját útját járó" csapataként említeni, mely kompromisszummentes és újításokra, eklektikára törekvő zenét játszik. Stílusuk meglehetősen egyedi és nehezen meghatározható, főbb hatásaik között található a metal (Tool), a grunge (Pearl Jam), a stoner rock (Kyuss) és a magyar, valamint külföldi alternatív rock (Kispál és a Borz, Vágtázó Halottkémek, Radiohead). Koncertjeiken betétként dolgoztak már fel Tankcsapda dalokat és A kényelmetlen lemez egyik tétele a már említett Vágtázó Halottkémek "Aláírhatatlan történelem" című számának újraértelmezése.
A zenekar énekese és szövegírója Pálinkás Tamás, aki általában a magas hangfajokban énekel. Gyakran nyújtja el a hangokat. Énektechnikája kísérletező, a klasszikus rock hangnemek mellett szokta használni a metal, a pop és alkalmanként a rap stíluselemeit. Ezeket jól példázza négy teljesen eltérő énektémával rendelkező daluk: "Közelítő távolító", "Jósolni bélből", "Eszem éjjel és baglyot" és "Élettér-elmélet".
Dalszövegeire jellemző a magyar alternatív rock hagyományainak felhasználása, bevallottan inspirálta Lovasi András szövegírói stílusa, de a szürrealista képalkotás és a nyelvi formaelhagyás is teret kap műveiben. Gyakran inkább kérdéseket, mintsem kinyilatkoztatásokat fogalmaz meg, és törekszik a minél érzékletesebb érzelemleírásra.
Koncertjeik rendszerint energikusak, élettel teliek. Nem ritkák a humoros improvizációk, konferanszok sem.
Az együttes 2005-ben a HangSúly - Hungarian Metal Awards 3 kategóriájában is nyert (legjobb album, legjobb szerzői kiadás, legjobb produkció), illetve 2008-ban ugyanezen díjat "az év albuma" kategóriában kapták meg. Továbbá 2009-ben megnyerték a 2/4 című online tévéműsor által alapított Gumizsiráf díjat, a 'Legjobb zenekar' kategóriában.

## Kiadványai
| Cím                                           | Kiadás éve             | Kiadvány fajtájta | Megjegyzés                                             |
| --------------------------------------------- | ---------------------- | ----------------- | ------------------------------------------------------ |
| Isten Háta Mögött                             | 1999                   | demó              |                                                        |
| Le a fejjel                                   | 2000                   | demó              |                                                        |
| Letekert szemhéj alatt a világ                | 2002                   | demó              |                                                        |
| Rosenkreutz kémiai menyegzője                 | 2004 2009 (újrakiadás) | LP                | 2009-ben újrakevert újrakiadás Az első két lemez címen |
| A szokásos hátborzongató kora reggeli ordítás | 2005 2009 (újrakiadás) | LP                | 2009-ben újrakevert újrakiadás Az első két lemez címen |
| A kényelmetlen lemez                          | 2008                   | LP                |                                                        |
| Ű                                             | 2010                   | LP                |                                                        |
| Hazugságok harminc körül                      | 2013                   | digitális EP      |                                                        |

### Válogatáslemez-szereplések
- BPRNR Compilation Vol. 2 (2004) - Közelítő távolító
- BPRNR Compilation Vol. 3 (2005) - Tavaszi nemződüh
- BPRNR Compilation Vol. 4 (2006) - Hízó, Kanyarodási Ceremónia, Kéjgáz
- MR2 Akusztik Volume 1. (2009) - Nehéz a szívem (élő)
- Magyar Rádió Szimfonik Live (2011) - Hídavatás (élő), Jósolni bélből (élő)
- MR2-Petőfi Rádió: Egy Kis Hazai 4 (2011) - Közkút

### Lemezen meg nem jelent felvételek
- Közkút - az Ű lemezfelvétel során rögzített dal, a zenekar legnagyobb rádiós sikere
- Egyensúly és váltóáram[17] - akusztikus felvétel a Soundcity Szeged számára[18]
- Sabbatgój - a zenekar búcsúkoncertjének beállásán rögzített dal

### Fontosabb televíziós és rádiós koncertfelvételek
| Műsor címe                                              | Koncert                                                         | Bemutatás éve, csatorna |
| ------------------------------------------------------- | --------------------------------------------------------------- | ----------------------- |
| Petőfi Rádió Akusztik: Isten Háta Mögött                | Magyar Rádió 8, 2009                                            | 2009, Mr2 Petőfi Rádió  |
| Koncertek az A38 hajón: Isten Háta Mögött               | A38, Budapest, 2009.06.06.                                      | 2011, m1                |
| Magyar Rádió Szimfonik Live                             | Sziget Fesztivál, 2011.08.09.                                   | 2011, m1                |
| Az A38 hajó színpadán: Isten Háta Mögött                | A38, Budapest, 2014.12.27. a zenekar 15. születésnapi koncertje | 2015, m2 PetőfiTV       |
| Az A38 hajó színpadán: Isten Háta Mögött - búcsúkoncert | A38, Budapest, 2015.06.25. a zenekar búcsúkoncertje             | 2015, m2 PetőfiTV       |